# 托馬斯·尼德斯
托馬斯·尼德斯（英語：Thomas Richard Nides，1961年—） 是一名美國銀行家、現任美國駐以色列大使。2013年至2021年，他擔任摩根史坦利常務董事兼副主席，是該公司管理和運營委員會成員。